# Heodes tripuncta
Heodes tripuncta är en fjärilsart som beskrevs av Adolf G. Closs 1920. Heodes tripuncta ingår i släktet Heodes och familjen juvelvingar. Inga underarter finns listade i Catalogue of Life.